# Hospříz
Hospříz (deutsch Köpferschlag) ist eine Gemeinde in Tschechien. Sie liegt sechs Kilometer südöstlich von Jindřichův Hradec (Neuhaus) und gehört zum Okres Jindřichův Hradec (Bezirk Neuhaus). Der Ort ist als ein Linsenangerdorf angelegt.

## Geographie

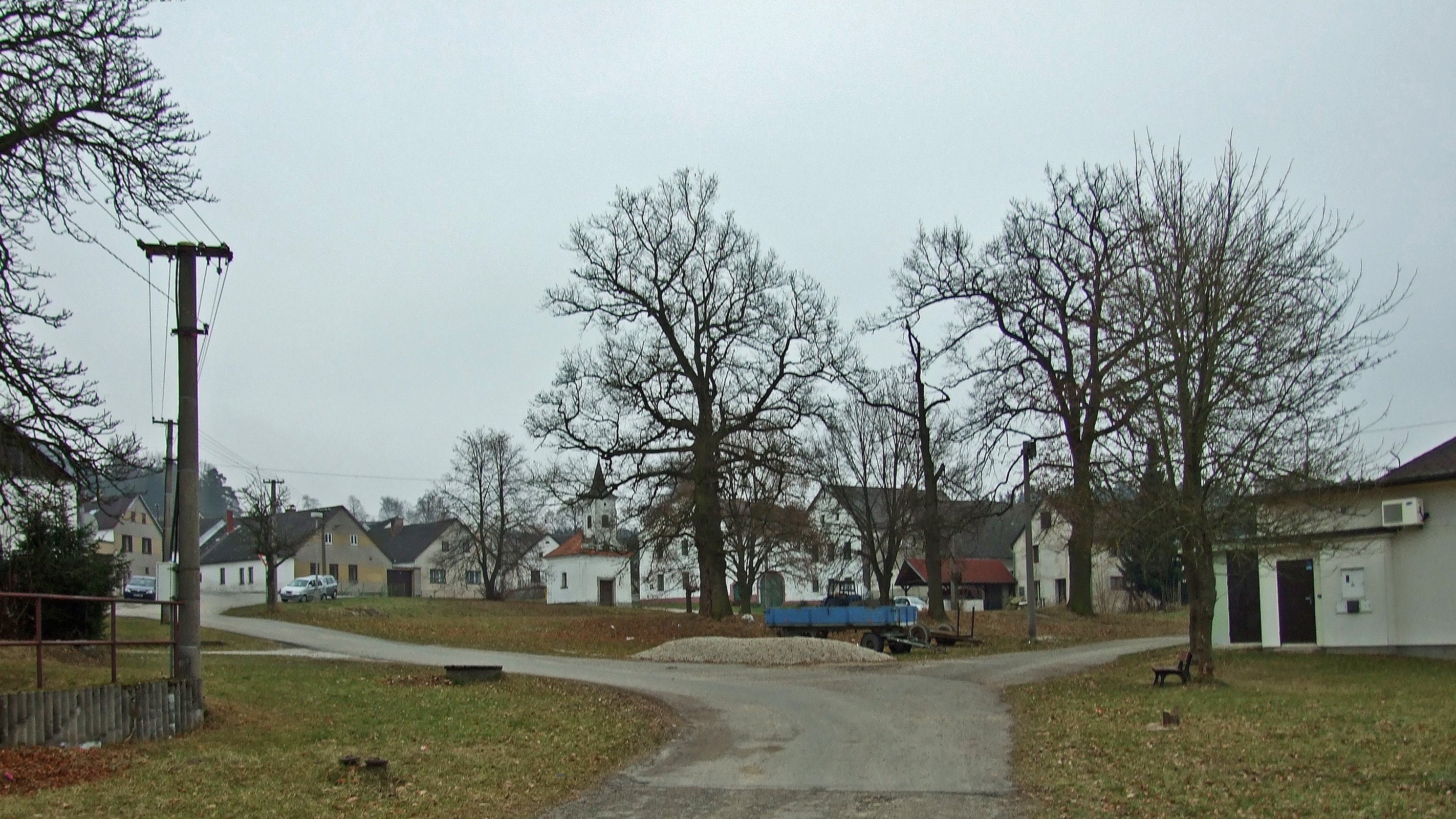
Dorfplatz von Hospříz

Das Haufendorf Hospříz befindet sich im Nordwesten der Javořická vrchovina in einer hügeligen Teichlandschaft des Naturparkes Česká Kanada. Der größte Teich ist mit 196 ha der südöstlich des Ortes gelegene drei Kilometer lange Kačležský rybník (Gatterschlägerteich), die darin befindlich Insel ist ein Vogelschutzgebiet. Östlich liegt mit dem Krvavý rybník (Rothwehrteich) ein weiterer großer Teich.
Nördlich führt die Schmalspurbahnstrecke Jindřichův Hradec–Nová Bystřice durch das Tal des Hamerský potok.
Nachbarorte sind Blažejov (Blauenschlag) im Norden, Malý Ratmírov und Střížovice (Drösowitz) im Nordosten, Člunek (Hosterschlag) im Südosten, Kačlehy (Gatterschlag) im Süden, Hrutkov (Ruttenschlag) im Südwesten, Otín (Ottenschlag) im Westen sowie Jindřiš im Nordwesten.

## Geschichte
Erstmals urkundlich erwähnt wurde das in der Zeit nach 1215 gegründete Dorf im Jahre 1485 bei den Besitzständen der Herrschaft Neuhaus. Die Gründer waren die Ministerialen des Grafen von Raabs. Die Siedler, welche diesen Ort gegründet aufbauten, stammten ursprünglich aus der Oberpfalz, da die Mundart in diesem Gebiet dem Nordbairischen entstammte und nicht dem Mittelbairischen, welches weiter östlich gesprochen wurde. Ursprünglich trug der Ort den Namen Gottfriedschlag. Der Namensform änderte sich am Anfang des 18. Jahrhunderts in Göpferschlag und um 1790 in das heute bekannte Köpferschlag.
Ende des 15. Jahrhunderts ziehen einige Bewohner von Köpferschlag in die Stadt Neuhaus um. Seit dem Jahre 1693 wird der Ort von der Herrschaft Königseck verwaltet. Die Matriken werden seit 1701 bei Blauenschlag mitgeführt. In den Jahren 1779 und 1876 wüten zwei Großbrände im Ort, welchen diesen fast völlig zerstörten. Um 1897 wird eine neue Schule im Ort errichtet. Davor waren die Kinder von Köpferschlag in Blauenschlag eingeschult. Die Bahnverbindung des Ortes, wie auch die Post, war ebenso in Blauenschlag. Eine Freiwillige Feuerwehr wurde im Jahre 1897 gegründet.
Die Einwohner von Köpferschlag lebten größtenteils von der Landwirtschaft, wobei es neben dem üblichen Kleingewerbe eine Brennerei gab.
Nach dem Ersten Weltkrieg und dem Friedensvertrag von Saint Germain 1919 wurde der Ort, dessen Bewohner im Jahre 1910 ausschließlich der deutschen Sprachgruppe angehörten, Bestandteil der neuen Tschechoslowakischen Republik. In den Jahren 1922 und 1925 wurden mehrere Straßen im Ortsgebiet errichtet bzw. verbessert. Ebenso wurde Köpferschlag als erster Ort im Bezirk im Jahre 1926 elektrifiziert. Nach dem Münchner Abkommen,  kam der Ort 1938 an das Deutsche Reich und wurde ein Teil des Reichsgaues Niederdonau. 
Im Zweiten Weltkrieg hatte der Ort 14 Opfer zu beklagen. Nach Kriegsende  kam der Ort zur Tschechoslowakei zurück. Am 30. Mai 1945 wurden Köpferschlag sowie die umliegenden Ort system- und zeitgleich von  militanten Tschechen besetzt. Sie nahmen Männer als Geiseln und vertrieben anschließend die Ortsbevölkerung bis auf zwei Familien und zuletzt die Geiseln über die Grenze nach Österreich. Laut Beneš-Dekret 108 vom 25. Oktober 1945 wurde das  Vermögen der deutschen Bürger konfisziert und unter staatliche Verwaltung gestellt. In Österreich konnten eine Familie und zwei Einzelpersonen bleiben, die anderen ehemaligen Köpferschlager wurden nach Westdeutschland weiter transferiert. Nach dem Zweiten Weltkrieg wurde in Hospříz die Brennerei wieder aufgebaut, die aber nach 1963 aufgelöst wurde. Am 14. Juni 1964 erfolgte die Eingemeindung von Kačlehy und Hrutkov.

## Wappen und Siegel
Köpferschlag besaß kein eigenes Gemeindesiegel. Alle rechtlichen Angelegenheiten wurden bis 1848 mit dem herrschaftlichen Gerichtssiegel von Königseck beurkundet. Zwischen 1658 und 1693 war der Ort jedoch dem Dorfgericht von Ottenschlag unterstellt.

## Bevölkerungsentwicklung
| Volkszählung | Einwohner gesamt | Volkszugehörigkeit der Einwohner | Volkszugehörigkeit der Einwohner | Volkszugehörigkeit der Einwohner |
| Jahr         | Einwohner gesamt | Deutsche                         | Tschechen                        | Andere                           |
| ------------ | ---------------- | -------------------------------- | -------------------------------- | -------------------------------- |
| 1880         | 254              | 11                               | 0                                | 0                                |
| 1890         | 299              | 276                              | 23                               | 0                                |
| 1900         | 250              | 247                              | 3                                | 0                                |
| 1910         | 232              | 232                              | 0                                | 0                                |
| 1921         | 223              | 208                              | 12                               | 3                                |
| 1930         | 228              | 212                              | 14                               | 2                                |

## Gemeindegliederung
Die Gemeinde Hospříz besteht aus den Ortsteilen Hospříz (Köpferschlag) und Hrutkov (Ruttenschlag), die zugleich Katastralbezirke bilden.

## Sehenswürdigkeiten
- Naturreservat Krvavý und Kačležský rybník
- Kapelle der Hl. Dreifaltigkeit in Hospříz (1728)
- Kapelle St. Josef in Hrutkov
- Kriegerdenkmal